# Złodziejka (piła)

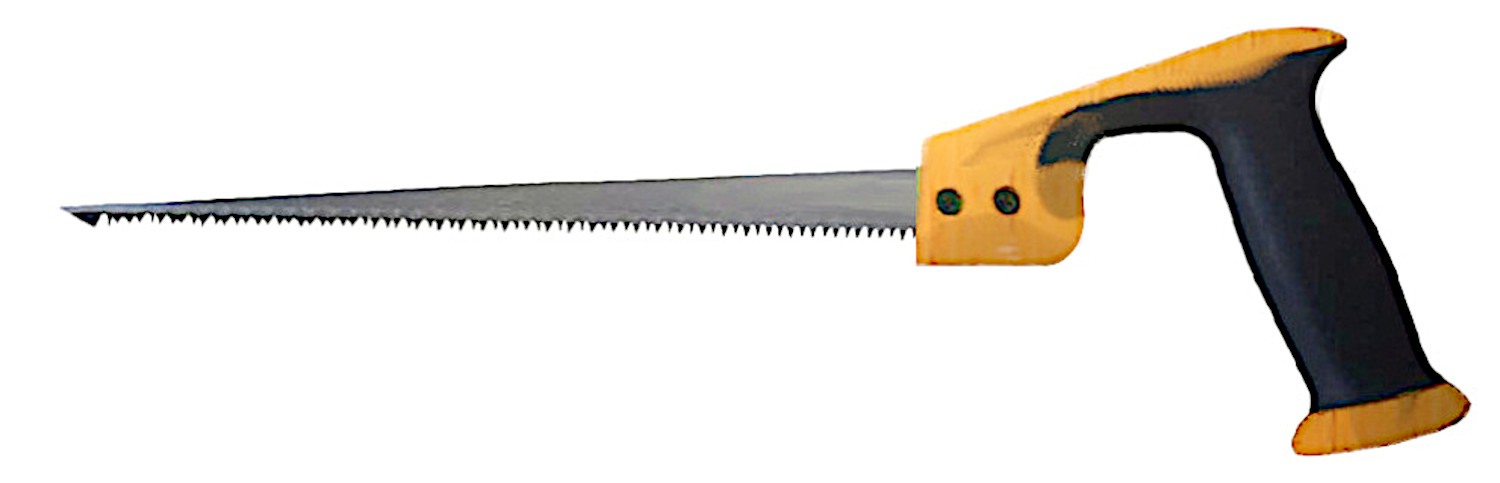
Piła nazywana złodziejką

Złodziejka – gwarowa nazwa (rozprzestrzeniona w latach 20. XX wieku, ale używana do dzisiaj) do określenia krótkiej i wąskiej odmiany piłki (do piłowania) długości dużego noża, oprawionej na jednym końcu. Taki kształt pozwala na operowanie w miejscach trudno dostępnych.